# Charge at Las Guasimas, Where Capron and Fish Were Killed
Charge at Las Guasimas, Where Capron and Fish Were Killed è un cortometraggio muto del 1898. Non viene riportato né il nome di un regista né quello dell'operatore del breve film che è conosciuto anche con il titolo più breve di Charge at Las Guasimas.
Durante la guerra ispano-americana, nelle vicinanze di Santiago, il 24 giugno 1898, si svolse la battaglia di Las Guasimas. Il combattimento tra americani e spagnoli portò alla conquista di un avamposto spagnolo e costò la vita a otto tra i volontari del tenente colonnello Theodore Roosevelt. Tra questi, vi erano il capitano Allyn K. Capron e il sergente Fish.

## Trama
L'attacco dei Rough Riders contro il nemico in ritirata. Tra il fumo degli spari, restano uccisi il capitano Capron e il sergente Fish. I volontari giurano vendetta, ma il colonnello Wood li incita dicendo: Non giurate, ragazzi, combattete.

## Produzione
Il film fu prodotto dalla Selig Polyscope Company

## Distribuzione
Il film - un cortometraggio di 15,24 metri - venne distribuito dalla Selig Polyscope Company e dalla S. Lubin.